# レオナルド・ブラバトニック
レオナルド・ブラバトニック（Leonard Valentinovich Blavatnik、1957年6月14日 - ）は旧ソ連・ウクライナ生まれの米国人投資家、経営者、資産家、慈善活動家。レン・ブラヴァトニクとも。

## 人物
投資会社アクセス・インダストリーズの会長。2011年に、アクセス・インダストリーズが、米音楽事業大手ワーナー・ミュージック・グループを33億ドルで買収することで合意した。

## 慈善活動
2010年に設立されたオックスフォード大学のブラバトニック公共政策大学院の有数寄付者。
2017年5月、テート・モダンの別館（旧名：スイッチ・ハウス）が　ブラバトニック・ビルデングに変更される。